# Tapatías Voleibol
Tapatías Voleibol é uma equipe profissional de voleibol feminino da cidade de Guadalajara, México, fundada em 2016. Atualmente, figura  como a principal equipe da Liga Mexicana de Voleibol Feminino, tendo conquistado três títulos em quatro edições que disputou.

## História
A equipe de voleibol feminino Tapatías é relativamente nova, tendo sido criada para disputar a temporada 2016/17 da LMVF. Logo em sua estreia, as tapatianas alcançaram o topo, após baterem a Ferrocarrileras del IMSS na final. 
Em sua segunda oportunidade, finalizou na segunda posição, após cair ante à forte equipe Tigres UANL. Por duas edições consecutivas retornou ao topo, tendo derrotado as equipes Ireris e Borreguitas ITESM, em 2018/19 e 2019/20, respetivamente, confirmando o seu status de principal equipe do voleibol feminino do México.

## Títulos
| NACIONAIS | NACIONAIS     | NACIONAIS | NACIONAIS                  |
|           | Competição    | Títulos   | Temporadas                 |
| --------- | ------------- | --------- | -------------------------- |
| México    | Liga Mexicana | 3         | 2016–17, 2018–19 e 2019–20 |

## Jogadoras notáveis
- Xitlali Herrera
- Claudia Reséndiz
- Zaira Orellana
- Andrea Maldonado